# Лотті Дод
Лотті Дод (англ. Lottie Dod; 24 вересня 1871 — 27 червня 1960) — колишня британська спортсменка, найбільш відома своїми успіхами в тенісі.
П'ять разів перемагала на Вімблдонському турнірі в одиночному розряді. Надалі є тенісисткою, яка перемагала в наймолодшомі віці — 1887 року їй було всього 15 років.
Серед її видів спорту були також гольф, хокей на траві та стрільба з лука.

### Фінали турнірів Великого шолома
| Результат | Рік  | Турнір               | Покриття | Суперниця             | Рахунок       |
| --------- | ---- | -------------------- | -------- | --------------------- | ------------- |
| Перемога  | 1887 | Вімблдонський турнір | Трава    | Бланш Бінґлі          | 6–2, 6–0      |
| Перемога  | 1888 | Вімблдонський турнір | Трава    | Бланш Бінґлі Hillyard | 6–3, 6–3      |
| Перемога  | 1891 | Wimbledon            | Трава    | Бланш Бінґлі Hillyard | 6–2, 6–1      |
| Перемога  | 1892 | Вімблдонський турнір | Трава    | Бланш Бінґлі Hillyard | 6–1, 6–1      |
| Перемога  | 1893 | Вімблдонський турнір | Трава    | Бланш Бінґлі Hillyard | 6–8, 6–1, 6–4 |

## Нотатки
1. ↑  This was actually the all-comers final as Лена Райс did not defend her 1890 Wimbledon титул, such resulting in the winner of the All-Comers' final actually having won the challenge round and, thus, Wimbledon in 1891 by walkover.